# El Querforadat
El Querforadat – miejscowość w Hiszpanii, w Katalonii, w prowincji Lleida, w comarce Alt Urgell, w gminie Cava.
Według danych INE w 2020 roku liczyła 14 mieszkańców – 9 mężczyzn i 5 kobiet. 